# Sonora (lingvistika)
Sonory (sonoranty) jsou souhlásky, které kromě šumu mají i složku tónovou. Mezi sonory řadíme nazály, vibranty, verberanty a aproximanty.
Sonory jsou znělé hlásky, které obvykle nemají neznělé protějšky. Jejich základní tón F0 vzniká v hlasivkách. Jsou relativně otevřené, proto nemají výrazný šum. Zato se na celkovém sluchovém dojmu podílí rezonance dutin, která dává vzniknout dalším formantům (vyšším frekvencím) jako u samohlásek.
Sonory můžeme dále dělit na orální (v češtině [l], [r] a [j]) a nazální (v češtině [m], [n], [ň], jakož i alofony [ɱ] a [ŋ]), podle toho, v které artikulační dutině dochází k rezonanci.

## Sonorita
Sonorita (tónovost resp. zvučnost) hlásek souvisí s jejich otevřeností. Výraz pochází z latinského „sonoritas“, česky zvučnost.
Nejvyšší míru sonority mají samohlásky, které jsou nejvíce otevřené. Nejnižší míru sonority mají obstruenty (frikativy, afrikáty a plozivy), kde je přiblížení artikulátorů největší (jsou nejvíce zavřené), v jejich charakteristice převládá šum.
Pod sonoranty se podle některých definic řadí všechny hlásky otevřenější než frikativy, tedy i samohlásky. V tomto pojetí je tedy pojem „sonorant“ širší než „sonora“. Mnohdy jsou však tyto dva pojmy užívány synonymně.